# Caddie

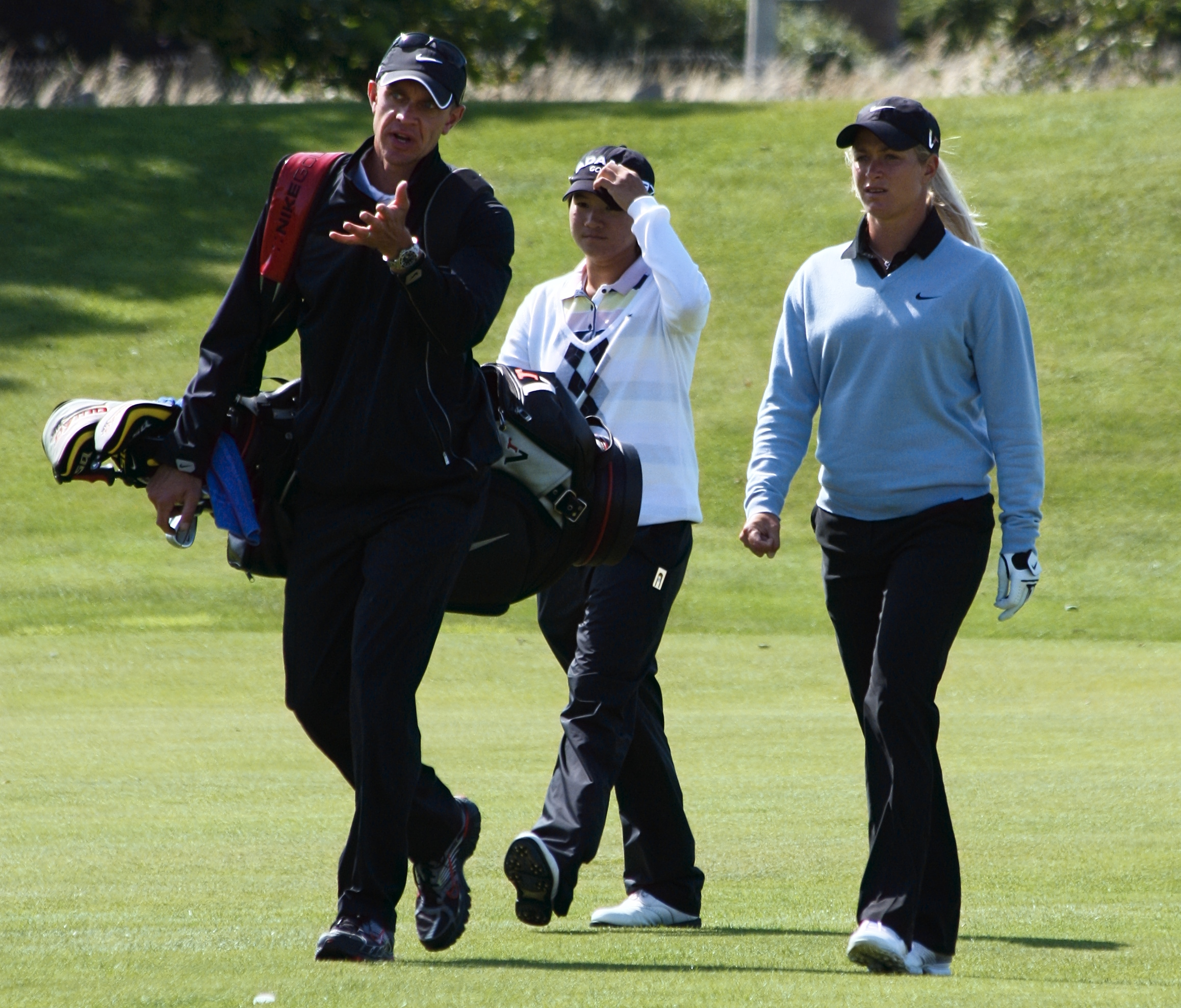
Un caddy precede due giocatrici di golf

Nello sport del golf il caddie o caddy (termine inglese), in italiano portabastoni, è la persona incaricata di portare la sacca con i ferri di un giocatore, fornendogli inoltre consigli sulla strategia di gioco da seguire e supporto morale.

## Ruolo
Un buon caddie conosce il percorso che si sta affrontando e le difficoltà che presenta, nonché quale sia la strategia migliore per affrontarlo. Secondo le regole del golf, il caddie può fornire consiglio al giocatore. Quest'ultimo è responsabile del rispetto delle regole da parte del suo caddie e può quindi ricevere colpi di penalità nel caso il caddie infranga le regole . A un giocatore è concesso avere solo un caddie alla volta (Regola 6-4). Il caddie di solito non è dipendente del club golfistico, ma un lavoratore autonomo e non percepisce alcun compenso direttamente dal club.
Molti campioni della specialità hanno iniziato la propria carriera proprio svolgendo il ruolo di caddie.
Nel golf professionistico ogni giocatore retribuisce i propri caddie con una percentuale sui premi vinti, che può raggiungere il 10%. Generalmente la somma è del 5% quando il giocatore supera il taglio, del 7% per un piazzamento tra i primi dieci e del 10% in caso di vittoria. Il caddie inoltre di solito riceve un salario fisso, in quanto la vincita di premi da parte del giocatore non può essere garantita.
Nel 1978 il vecchio termine Kaddie (con la K) viene sostituito dal termine Caddie (con la C).

## Forecaddie
Un ruolo simile è quello del forecaddie, che viene però generalmente impiegato dal comitato di gara. Egli è una persona incaricata di indicare ai giocatori la presenza o posizione delle palle sul campo da gioco: questo ruolo risulta molto utile quando l'area di atterraggio delle palle non è ben visibile ai giocatori. 

## Nella cultura di massa
Nel romanzo L'urlo e il furore di William Faulkner si gioca sull'omofonia tra caddie e Caddy (diminutivo di Candace), una dei personaggi.
Alcuni film sportivi sul golf, mettono in primo piano la figura del caddie, tra questi, uno lo cita anche nel titolo originale.
- Palla da golf (Caddyshack, 1980)
- La leggenda di Bagger Vance